# HK 47 Trnava
 (juillet 2025).
Si vous disposez d'ouvrages ou d'articles de référence ou si vous connaissez des sites web de qualité traitant du thème abordé ici, merci de compléter l'article en donnant les références utiles à sa vérifiabilité et en les liant à la section « Notes et références ».
 (juillet 2025).
Le HK 47 Trnava est un club de handball situé à Trnava en Slovaquie.

## Palmarès
Compétitions nationales
- Championnat de Slovaquie (1) : 1994[2]